# Executive search
O executive search é uma modalidade específica do processo de Recrutamento e Seleção, destinada à busca de profissionais que ocupam cargos de elevada importância dentro das organizações.

## Conceito
O executive search pode ser definido como um processo de atração, análise e seleção de profissionais para ocupar um cargo executivo dentro de uma empresa. De acordo com Ribeiro (2012), o que diferencia o executive search de outras formas de Recrutamento e Seleção é o processo de pesquisa direta e sua incidência no mercado de trabalho. Em muitos casos, o executive search é realizado por consultorias especializadas neste serviço, ou seja, a organização que está em busca de um executivo contrata uma headhunter externa para realizar a busca, seleção e avaliação de profissionais. Segundo Ribeiro (2012), uma característica comum nos processos de executive search e a relação de confiabilidade entre empresa contratante, consultor e candidato.
Para Lopes e Pinho, 2010, o executive search pode ser definido como:
"… o refinar do recrutamento e seleção. É elevar o nível de recrutamento, procurando o que de melhor o mercado tem para oferecer. Não basta preencher a vaga com um indivíduo que tenha o perfil indicado, o cargo será ocupado por alguém com capacidades e conhecimentos para melhorar a produtividade dessa função" (Lopes e Pinho, 2010).

## Etapas
Em geral, os projetos de executive search são divididos em:
1 – Compreensão do perfil da posição solicitada e da cultura corporativa da empresa contratante;
2 – Atração de profissionais;
3 – Avaliação dos executivos selecionados;
4 – Apresentação dos profissionais finalistas;
5 – Escolha do profissional a ocupar a posição dentro da empresa;
6 – Acompanhamento de desempenho do profissional escolhido.
Apesar de serem bastante comuns em projetos de executive search, as etapas listadas podem sofrer alteração, adição ou supressão de etapas,  de acordo com a personalização de cada processo.

## Histórico
A modalidade de Recrutamento e Seleção denominada executive search surgiu após a Segunda Guerra Mundial. tal atividade cresceu rapidamente e se estabeleceu em diversos segmentos profissionais. Em 1946, surgiu a Boyden Internacional, reconhecida como a primeira empresa especializada no ramo. Posteriormente, surgiu a Heidrick & Struggles (1953) em Chicago e a Egon Zehnder Internacional (1964) em Zurique. Estas pioneiras se mantém até hoje no mercado como gigantes do setor (LOPES e PINHO, 2010).
Ao longo dos anos o executive search se disseminou em todo o globo e evoluiu muito, principalmente com o advento da Internet, que modificou drasticamente o "modus operandi" do executive search e forneceu aos headhunters uma nova e poderosa ferramenta de trabalho.

## História doexecutive searchno Brasil
Até meados de 1990 o executive search no Brasil ainda era uma atividade restrita ao recrutamento do quadro de diretoria e presidência das poucas multinacionais e empresas nacionais de grande porte. Até esse momento esta atividade era exercida sobretudo pelas multinacionais de executive search pioneiras no país, com a Heidrick & Strugles, Egon Zehner, Korn Ferry e Boyden, e em menor escala pelos principais gestores das agências de emprego locais.
Foi somente em 2000 que o executive search começa realmente a sua expansão no país, o que fica marcado sobretudo pela entrada de uma das maiores consultorias de recrutamento de média gestão do mundo, a Michael Page. Esse fato pode ser encarado como o início desta atividade sobretudo pelo fato desta empresa atuar exclusivamente em posições de média gestão, o que a fez ganhar escala rapidamente no país e chamar a atenção das demais empresas globais do segmento, como: Hays, Robert Half e Randstad, que entre 2005 e 2010 entram no país fazendo investimentos expressivos em expansão. Durante esse mesmo período passam a surgir no país uma série de consultorias locais formadas por ex-executivos destas multinacionais, que em 2017 já representam o maior número de empresas do segmento no país.

## Tendências para os próximos anos (Mundo)
Apesar da forte expansão do serviço de executive search pelo mundo nas últimas décadas, o segmento como um todo hoje passa por um momento bastante emblemático. Ao mesmo tempo em que a maioria das consultorias de capital aberto do setor no mundo presenciaram um crescimento bastante pequeno entre 2012 e 2016, o que em parte se deveu a crise global, nesse mesmo período surge uma nova e forte onda de crescimento no setor nas chamadas consultorias de recrutamento com especialização setorial ou departamental. Em poucos anos essas consultorias passaram a representar mais de 30% do mercado de terceirização do recrutamento na Europa e EUA.
Um outra tendência bastante forte são os aplicativos de recrutamento e seleção, que também ganham espaço rapidamente em todos os continentes.

## Tendências para os próximos anos (Brasil)
No Brasil essa tendência global de especialização setorial e departamental só ganha força em meados de 2012, inicialmente no segmento de tecnologia da informação com notórias multinacionais do segmento entrando no país, e mais recentemente com especialistas em outros departamentos e segmentos, como a Foursales, consultoria de recrutamento e seleção especializada exclusivamente em área comercial.
A exemplo desta tendência fora do país, tudo indica que nos próximos anos surjam várias consultorias com esse modelo de atuação no país, que devem disputar mercado tanto com a consultorias generalistas de executive search quanto com as ferramentas online, cada vez mais participativas no mercado.